# سلطوية يمينية
السلطوية اليمينية، هي متغيرات شخصية وأيديولوجية تدرس في علم النفس السياسي والاجتماعي والشخصي. السلطويون اليمينيون هم أشخاص لديهم استعداد كبير للموافقة على السلطات التي يرون أنها راسخة وشرعية، تلك التي تلتزم بالمواثيق والأعراف المجتمعية، والتي تتسم بالعداء وتلتزم بالعقاب تجاه الأشخاص الذين لا يلتزمون بالمواثيق والأعراف الخاصة بالسلطة. يقدر أولئك السلطويون التجانس ويؤيدون استعمال سلطة الجماعة، بما في ذلك الإكراه، لتحقيقها.

## تاريخ
قدّم عالم النفس الكندي الأمريكي بوب ألتمير مفهوم السلطوية اليمينية في عام 1981، كتحسين لنظرية الشخصية الاستبدادية التي ابتكرها في الأصل باحثو جامعة كاليفورنيا (بركلي)، ثيودور أدورنو وإلس فرنكل-برونزويك ودانييل ليفينسون ونيفيت سانفورد.
وجد ألتيمير بعد إجراء أبحاث استقصائية شاملة وتحليل إحصائي، أن ثلاثة فقط من المكونات التسع المفترضة الأصلية للنموذج مرتبطة ببعضها: الإذعان السلطوي والعدوان السلطوي والتمسك بالتقاليد. لقد افترض الباحثون تقليدياً أنه كان هناك نوع واحد فقط من الشخصيات السلطوية، والتي يمكن أن تكون شخصية تابع أو قائد. يعتمد اكتشاف ما إذا كان الأتباع والقادة على اختلاف أنواعهم من السلطويين أم لا، على البحوث التي أجراها سام مكفرلاند.

## التقييم
تُقاس السلطوية اليمينية بمقياس RWA، والذي يستخدم استجابة مقياس ليكرت. ينص البند الأول الذي سُجل على المقياس: «إن بلادنا بحاجة ماسة إلى قائد عظيم يقوم بما يجب القيام به لتدمير الطرق الجديدة الراديكالية والخطيئة التي تدمرنا». الأشخاص الذين يوافقون بشدة على ذلك يظهرون ميلاً نحو الاستسلام السلطوي («يحتاج بلدنا بشدة إلى قائد عظيم»)، والعدوان الاستبدادي («يقوم بما يجب القيام به لتدمير») والتمسك بالتقاليد («الطرق الجديدة الراديكالية والخطيئة التي تدمرنا»). 

## المواقف
يسعى السلطويون اليمينيون إلى إنشاء مجتمع وتفاعلات اجتماعية بطرق تزيد من التوحيد وتقلل من التنوع. ومن أجل تحقيق ذلك، يميلون إلى تأييد السيطرة الاجتماعية والإكراه واستخدام سلطة المجموعة لفرض قيود على سلوكيات الأشخاص مثل المنشقين السياسيين والأقليات العرقية.
قد تتضمن هذه العقبات قيوداً على الهجرة وقيوداً على حرية التعبير وتكوين الجمعيات وقوانين تنظم السلوك الأخلاقي. إن الرغبة في دعم أو اتخاذ إجراءات تؤدي إلى زيادة التوحيد الاجتماعي هي ما يجعل السلطوية اليمينية أكثر من مجرد كره شخصي للاختلاف.
تتميز السلطوية اليمينية بطاعة السلطة والحكم الأخلاقي المطلق والتحامل العنصري والإثني والتعصب واستعمال العقاب تجاه المنشقين والمنحرفين. فيما يتعلق بالأبوة، يقدّر السلطويون اليمينيون طاعة الأطفال وحسن مظهرهم وحسن خلقهم.
تم تقسيم السلطوية اليمينية سابقاً بشكل مختلف إلى ثلاث مجموعات متعلقة بالاتجاهات والتصرفات مرتبطة ببعضها البعض:
- الخضوع السلطوي- درجة عالية من الخضوع للسلطات التي يُعتقد أنها راسخة وشرعية في المجتمع الذي يعيش فيه الفرد.
- العدوان السلطوي- عدوانية عامة موجهة ضد الانحرافات والمجموعات الخارجية والأشخاص الآخرين الذين يُنظر إليهم على أنهم أهداف وفقاً للسلطات القائمة.
- التقليدية/ التمسك بالتقاليد- درجة عالية من الالتزام بالتقاليد والأعراف الاجتماعية التي يُنظر إليها على أنها معتمدة من قبل المجتمع وسلطاته الراسخة، والاعتقاد بضرورة الطلب من الآخرين في المجتمع الالتزام بهذه المعايير أيضاً.[7]

## اليمين واليسار
لا تشير كلمة «اليمينية» في السلطوية اليمينية بالضرورة إلى سياسة شخص ما، بل إلى تفضيلاته النفسية والشخصية؛ وهذا يعني أن السلطوي اليميني يميل إلى اتباع الأعراف والسلطات المتبعة في المجتمع. من الناحية النظرية، يمكن أن تكون للسلطات التي يتبعها السلطوي اليميني وجهات نظر سياسية يمينية أو يسارية.
كان مقياس العقيدية الذي اتبعه ميلتون روكيش محاولة مبكرة لقياس السلطوية البحتة، سواء كانت يسارية أم يمينية. تم تصميم المقياس بعناية لقياس العقلية المغلقة دون النظر إلى الأيديولوجية. ومع ذلك، وجد الباحثون أنها مرتبطة بالتحفظ السياسي البريطاني.
في سياق مماثل من البحث، وجد فيليب تيتلوك أن المعتقدات اليمينية مرتبطة بتعقيد أقل تكاملاً من المعتقدات اليسارية. كان لدى الأشخاص ذوي المواقف الليبرالية المعتدلة أعلى درجة من التعقيد التكاملي في إدراكهم.
كان هناك عدد من المحاولات الأخرى لتحديد «السلطات الاستبدادية اليسارية» في الولايات المتحدة الأمريكية وكندا. كان أصحاب هذه المحاولات من الأشخاص الخاضعين للسلطات اليسارية، ممن يمتلكون تقليدية كبيرة لوجهات النظر الليبرالية ويعادون الأشخاص الذين يعارضون الأيديولوجية اليسارية. 
لقد فشلت هذه المحاولات لأن مقاييس السلطوية ترتبط دائماً -ولو بشكل قليل- مع اليمين؛ ومع ذلك، عُثر على السلطوية اليسارية في أوروبا الشرقية. من المؤكد أن هناك متطرفين من جميع الأطياف السياسية، لكن معظم علماء النفس يعتقدون حالياً أن السلطوية هي غالباً ظاهرة يمينية.
على الرغم من دعم السلطويين في أمريكا الشمالية للأحزاب السياسية المحافظة بشكل عام، إلا أن هذا الاستنتاج يجب أن يؤخذ بعين الاعتبار في سياق تاريخي وثقافي. على سبيل المثال، كان السلطويون خلال الحرب الباردة في الولايات المتحدة –عادةً- معادين للشيوعية، في حين دعم السلطويون في الاتحاد السوفيتي –عموماً- الحزب الشيوعي وعارضوا الرأسمالية. وبالتالي فإن السلطويين يفضلون عموماً السبل المعروفة ويعارضون التغيير الاجتماعي والسياسي، وبالتالي حتى السياسة التي توصف عادة بأنها يمينية أو يسارية ليست وصفية بحد ذاتها. وعلى الرغم من النظر إلى الشيوعية كنظام يساري، لكنها لاتزال تلهم نفس الاستجابات.
علاوة على ذلك، تشير الأبحاث الحديثة إلى أنه قد يظهر التقدميون السياسيون صفات السلطوية عندما يُسألون عن المسيحيين المحافظين. هذا يترك أسئلة حول ما يجعل الأيديولوجيات المتغيرة اليسارية أو اليمينة عرضةً للتأويل.
وجدت دراسة أجريت عام 2017 أدلة تشير إلى وجود سلطويين يساريين، واقترحت دراسة أجريت عام 2015 دعماً للصحة السياسية، باعتباره مراقبة للوجهات التي تسيء إلى مجموعة معينة في المجتمع أو تضر بها، ويمكن أن تكون مظهراً من مظاهر السلطوية اليسارية.
في الأبحاث التي نُشرت في مجلة «نيوساينتيست» والتي تضمنت عينة من 10 آلاف شخص، ارتبطت نية التصويت لصالح انسحاب المملكة المتحدة من الاتحاد الأوروبي بقيم عالية من مؤشر RWA.
تقول كارين ستينر -الأستاذة الأسترالية المتخصصة في السلطوية- بأن السلطوية مختلفة عن النزعة المحافظة لأن السلطوية تعكس النفور من الاختلاف عبر الفضاء (أي تنوع الناس والمعتقدات في أي لحظة)، بينما تعكس النزعة المحافظة النفور من الاختلاف بمرور الوقت (أي التغير). 
تقول ستينر إن المحافظين سوف يتبنون التنوع العرقي والحريات المدنية والحرية الأخلاقية إلى الحد الذي يتم فيه إضفاء الطابع المؤسسي بشكل رسمي على التقاليد المدعومة من قبل السلطات، وبالتالي سوف يدعمون الاستقرار الاجتماعي.
يميل المحافظون إلى الانجذاب نحو السلطوية عندما يكون الرأي العام ذو طبع سيئ، مع فقدان للثقة في المؤسسات العامة، لكنهم بشكل عام يقدرون الاستقرار واليقين فيما يتعلق بالمزيد من التوحيد. ومع ذلك، تقول ستينر إن السلطويين يريدون أيضاً تقييد الاختلاف حتى عندما يتطلب القيام بذلك تغييراً اجتماعياً كبيراً، ووحالة من عدم الاستقرار.

## الأبحاث
وفقاً لبحث أجراه ألتيمير، يميل السلطويون اليمينيون إلى إظهار الأخطاء المعرفية وأعراض التفكير الخاطئ. على وجه التحديد، ومن المرجح أن يصلوا إلى استنتاجات غير صحيحة من الأدلة، ويحملوا أفكاراً متناقضة تنتج عن التفكير المنفصل. هم أيضاً أكثر قابلية لقبول الأدلة غير الكافية التي تدعم معتقداتهم، في حين أنهم أقل قابلية للاعتراف بالقيود الخاصة بهم.
في حال كان السلطويون اليمينيون أقل ذكاءً من المتوسط، تجادل ستينر بأن المتغيرات مثل القدرة اللفظية العالية (دلالةً على القدرة المعرفية العالية) لها تأثير تحسيني كبير للغاية على تناقص النزعات السلطوية. عند قياس العوامل الأخرى للشخصية، يسجل السلطويون عموماً درجة أقل في الانفتاح على التجربة وأعلى قليلاً فيما يتعلق بالوعي.